# 建築様式

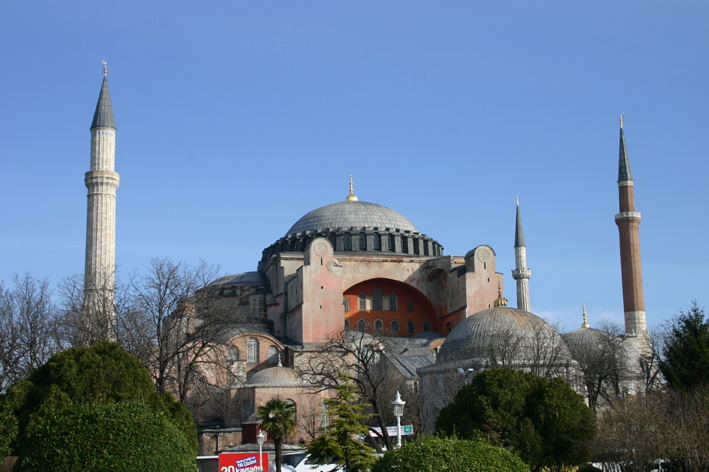
イスタンブールのアヤソフィア。ビザンティン建築の代表とされる。

建築様式（けんちくようしき、英語: architectural style）とは、ある特定の特徴を持った建造物の様式、または、その建築手法、対象物を特徴づける特定の建築手法のことをいう。

## 概要

### 略論

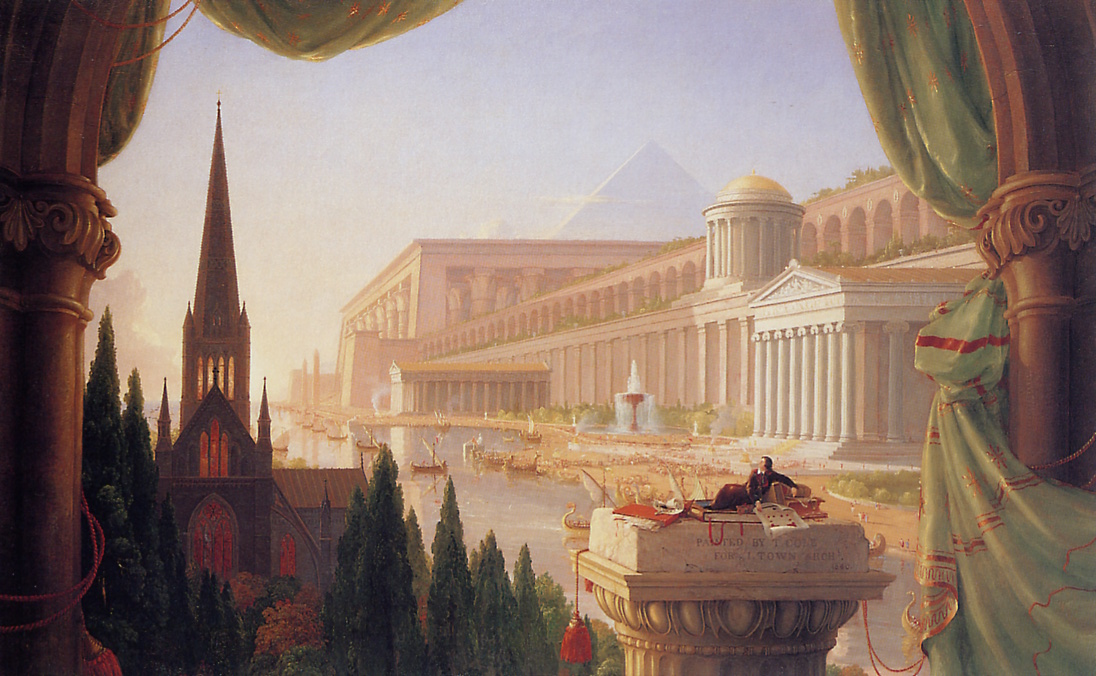
トマス・コールの『建築家の夢（1840年）』。西洋の歴史的なスタイルの建物のビジョンを示しており、エジプトのピラミッド、ペルシアの建造物、ギリシア、ローマ、ゴシック、ビザンティンの建築様式の建物が一堂に描かれた絵画となっている。

建築様式は、建物やその他の構造物を注目に値する、または歴史的に特定できる特徴によって特徴付けられている。
それは一般的に視覚芸術のスタイルのサブクラスであり、建築のほとんどのスタイルはより広い現代の芸術スタイルに密接に関連している。スタイルには、フォーム、建設方法、建築材料、地域の特性などの要素が含まれる場合がある。ほとんどの建築は、時間の経過とともに変化するスタイルの年代順に分類することが可能であり、変化するファッション、信念、宗教、または新しいスタイルを可能にする新しいアイデア、テクノロジー、または素材の出現を反映していると考えられている。
また、建築様式は、時と場所（つまり気候や時代）によって変化する。したがって、建築様式は、歴史と深く関わっている。例えば、ルネサンス期には古典復興の風潮のなか、ローマの建築様式を手本とした建造物が数多く建設されたし、また、ナポレオンの時代には、彼の皇帝としての威厳を示すために、ギリシャやローマの建築様式を真似た建築を建てる風潮や、彼のエジプト遠征の影響によるオリエンタルな雰囲気の様式の建築物があった。
また、建築様式は、建築家や依頼主らによっても変化する場合がある。例えば、19世紀のヴィクトリア朝期（美術的には、「ヴィクトリアン」と言った）等には、「様式」と言う価値観が発見された時期である。したがって、人々の間には、「それぞれ別の様式があるのならば、自分たちも好きなように様式が選べるのではないか」と言う考えも現れ、ヴィクトリア朝期は、建築様式の混在期となった。その時期、古来の文化・様式から学んだ建築から、既存の建築様式に反抗する建築様式も発生した。また、同じ建築家であっても、用途に合わせて様式を変えたりするようなこともあった。その後、装飾華美な建築から、モダニズム的な建築物に変遷していき、「建築様式」の流行が小刻みになっていった。そのため、現在では、一定の建築様式は見いだすことができない、とされている。
建築様式が成立するには、外観、フォーム、建設方法、建築材料、地域の特性、内装などの要素が含まれる。ほとんどの建築様式は、時代の経過とともに変化する事が多く、その時代の流行した美術の様式と密接に関連している。これは、その時代の流れとともに変化する美術の様式、信念、宗教、新しい技術の出現を反映し、変化する。従って、建築様式は社会の歴史から発生する。
様式は社会の歴史から生まる。それらは建築史の主題で文書化されていることが多い。建築様式が変遷すると、建築家が新しい建築様式を学び、それに順応するにつれて、通常は徐々に変化することにより建築様式は発展していったのであった。新しいスタイルは、ポストモダニズム（「モダニズム後」を意味する）など、21世紀に独自の言語を発見し、他の名前を獲得したいくつかのスタイルに分割された既存のスタイルに対する反抗にすぎない場合がある。
建築様式は他の場所にも広がることが多いため、他の国々が独自のひねりを加えながら、その起源の様式は新しい方法で発展し続ける。たとえば、ルネサンスのアイデアは1425年頃にイタリアで登場し、今後200年間でヨーロッパ全体に広がった。したがってフランス、ドイツ、英語圏、スペインのルネサンスは、同じスタイルでありながら独特の特徴を持っている。
建築様式はまた、植民地主義を通じて、彼らの母国から学ぶ外国の植民地によって、または新しい土地に移住する開拓者によって広がる。 1つの例は、18世紀後半にスペインの司祭によってもたらされ、現地の建築様式と融合してユニークなスタイルで構築されたカリフォルニアのスペイン的な様式である。

### 地域別の建築様式

#### ヨーロッパ

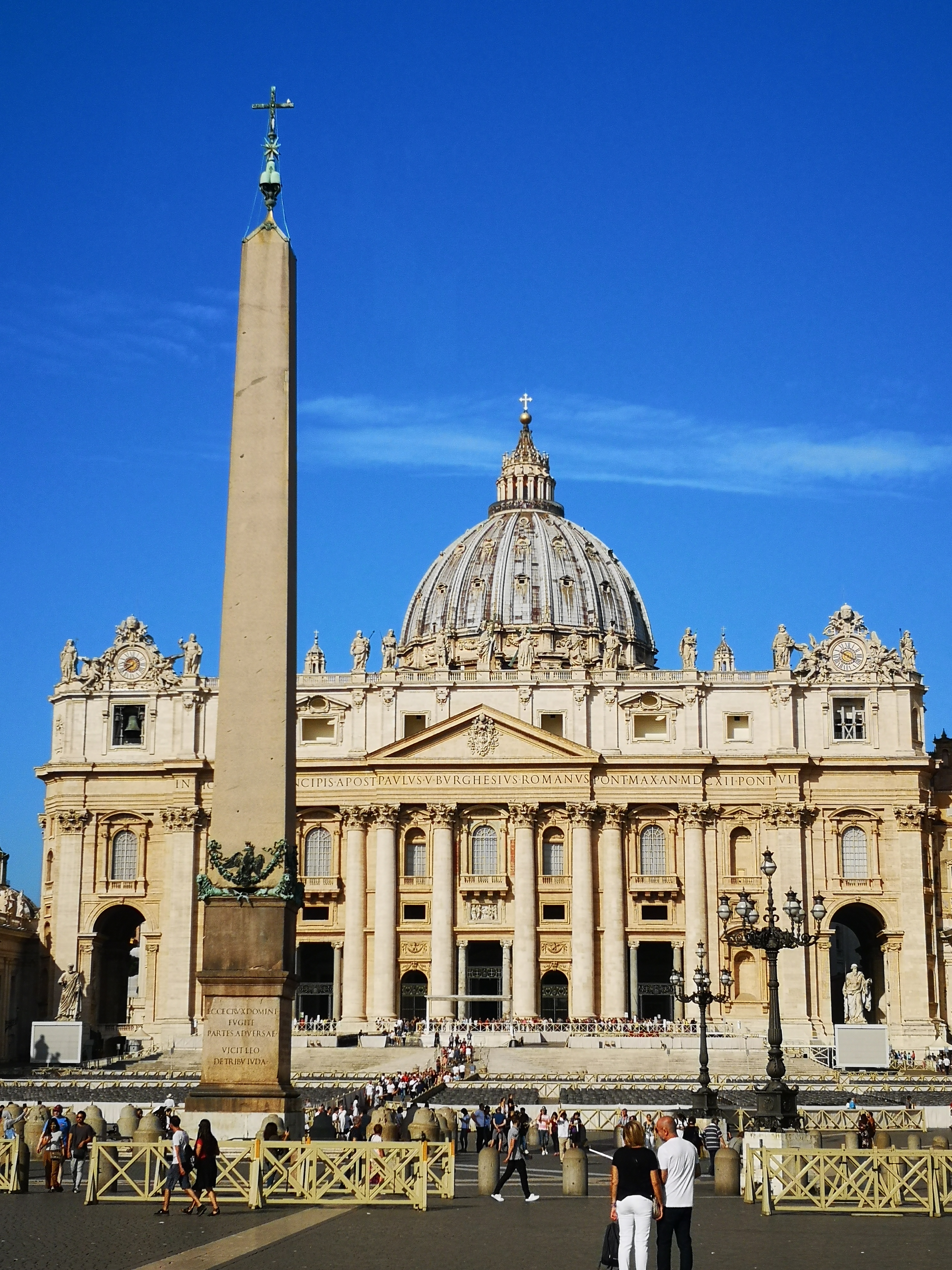
サンピエトロ大聖堂、ルネサンス後期とバロック前期の建築。

ヨーロッパの建築史上の主な建築様式には、ギリシア建築、ローマ建築、ビザンティン建築、ロシア建築、新古典主義建築など。
また、建築様式の定義に当てはめると、ロマネスク様式はローマの建築様式を基にした、教会堂などにあわせ、鐘楼、ステンドグラス等を付け加えた箇所、また、アヤソフィア等に代表されるビザンティン建築では、アジア的なドーム、アーチなどのローマ建築から継承した特徴、等が特徴として挙げられる。
これらの建築様式は細かい分類の条件など地より様々な形で細分化する事ができ、例としてローマ建築は末期ローマ建築を包括する事が出来る。
西洋における建築様式の建物は、前期には神殿や公共建築物のために、中期には教会のための建築として発展した。また、後期には宮殿や市民の為の建築にも「様式」は用いられるようになった。
また、西洋の建築様式は明確に分類する事が出来ないことも少なくない。例として、ローマ帝国の滅亡後にローマ建築を継承した、緩やかに「ビザンティン建築」に進化して行ったと考えられてる。
西洋の建築様式においては、そのスタイルが時代遅れになった後、復活と再解釈が発生することもある。たとえば、古典主義は何度も復活し、新古典主義としての新しい生命を見出した。それが復活するたびに、それは異なる意味合いや様式を帯びてゆくことが多い。スペインのミッションスタイルは100年後にミッション・リヴァイヴァル建築として復活し、すぐに「スパニッシュ・コロニアル・リヴァイヴァル建築」へと進化した。

#### アジア

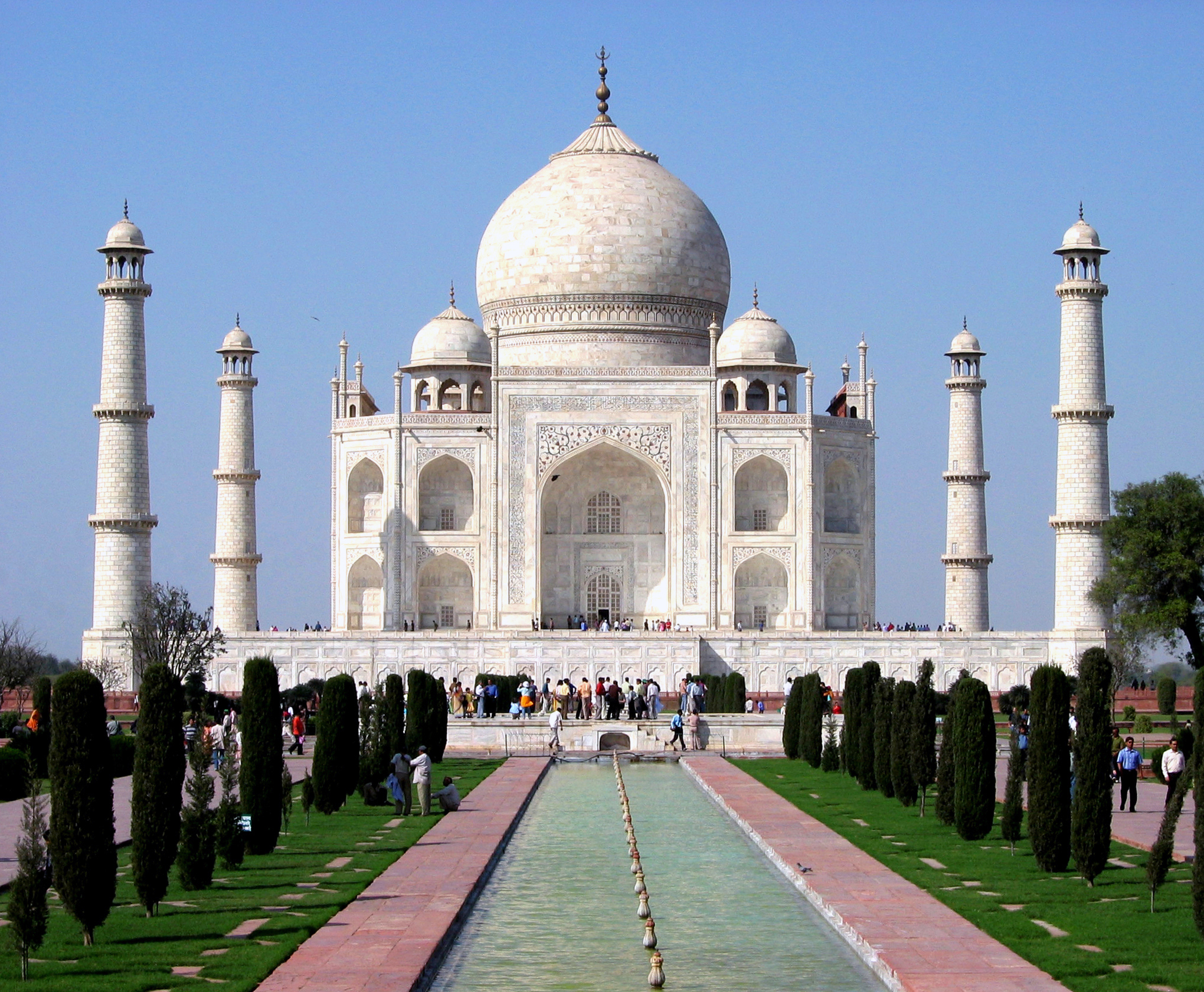
タージマハル

アジアの建築史上の主な建築様式には、ペルシア建築、ヒンドゥー建築、仏教建築、日本建築、イスラム建築、ムガル建築、チベット建築等が挙げられる。
アジアは西洋よりも広大、かつ民族の系統や文化も多岐にわたり、また、西洋の様に統一性を持つ事が多く無かった。そのため、アジアでは様式が開花し、それぞれ独特な進化を遂げた。また、アジアの他にもイスラム教の信仰される中央・北アフリカからインドネシア領までで使用され、イスラム建築と言われている。
西アジアや中央アジアの建築様式は、古代オリエントの建築様式（古代エジプト建築、ペルシア建築、イラン建築など）の要素を色濃く受け継ぎ繁栄したが、東アジアや東南アジアでは西アジアの建築様式の影響を受けつつも、それらとはまた異なった建築様式が開花した。
それらの建築様式の出発点は古代の中国であり、中国文明で興った建築様式の影響を受けて日本建築や朝鮮建築、チベット建築、ベトナム建築が発生した。それらの建築様式は、中国王朝との冊封関係や交易、仏教の伝播によって文化と共に伝わったものと土着の建築様式やその地域の風習や気候などに合わせて混ざり合った結果、成り立った建築様式が多い。
その他に、アジアでは多種多様な建築様式が開花した。

#### アフリカ

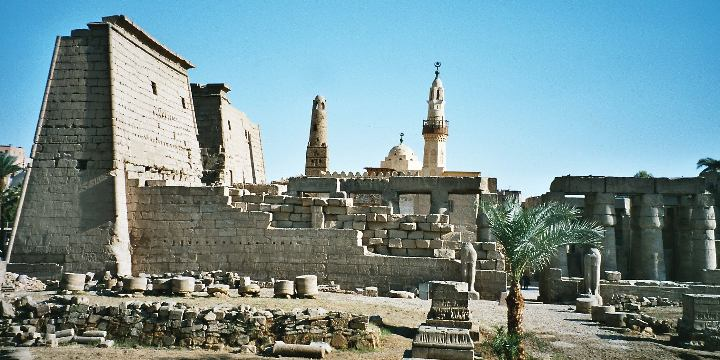
古代エジプト建築の代表格であるルクソール神殿。パイロン（門塔）のほか、後世に築かれたモスクも見える。

アフリカにおける主な建築様式は、古代エジプト建築、イスラム建築（イスラム教に伴う伝播）、土屋などが挙げられる。
その内、もっとも古代から存在したと考えられている古代エジプト建築は、古代エジプト文明において発展した建築様式であり、その建築様式は古代エジプト文明で独自の発展を遂げた建築様式ではある。この建築様式は他の文明における建築様式に多くの影響を与え、のちにビザンティン建築（ビザンティン様式）、近代建築などにも多くはないが影響したと考えられている。古代エジプト建築は、、それらの中ではギーザのピラミッドや様々なスフィンクス、ルクソール神殿、フィラエ神殿、アブシンベル、エジプト国外ではメロエ（いずれも世界遺産）などが挙げられる。
また、中世における北アフリカへのイスラム教の信仰の浸透において、アラビア半島で発達していたイスラムの建築様式が持ち込まれ、のちに王朝が分裂するとモロッコ、チュニジア、エジプトなどの地域で異なる色あいを帯びた建築様式が開花した。その過程で、エジプトでは古来の建築様式をはじめとする文化は消滅した。
イスラム建築はいまでも北アフリカでは用いられる。
また、その他にも土着の民族による建築様式が発達したし、近代の植民地化において西欧の建築様式が輸入されたりもした。
現在でも、アフリカ地域では伝統の建築様式が用いられ続けている。

## 歴史

### ヨーロッパ

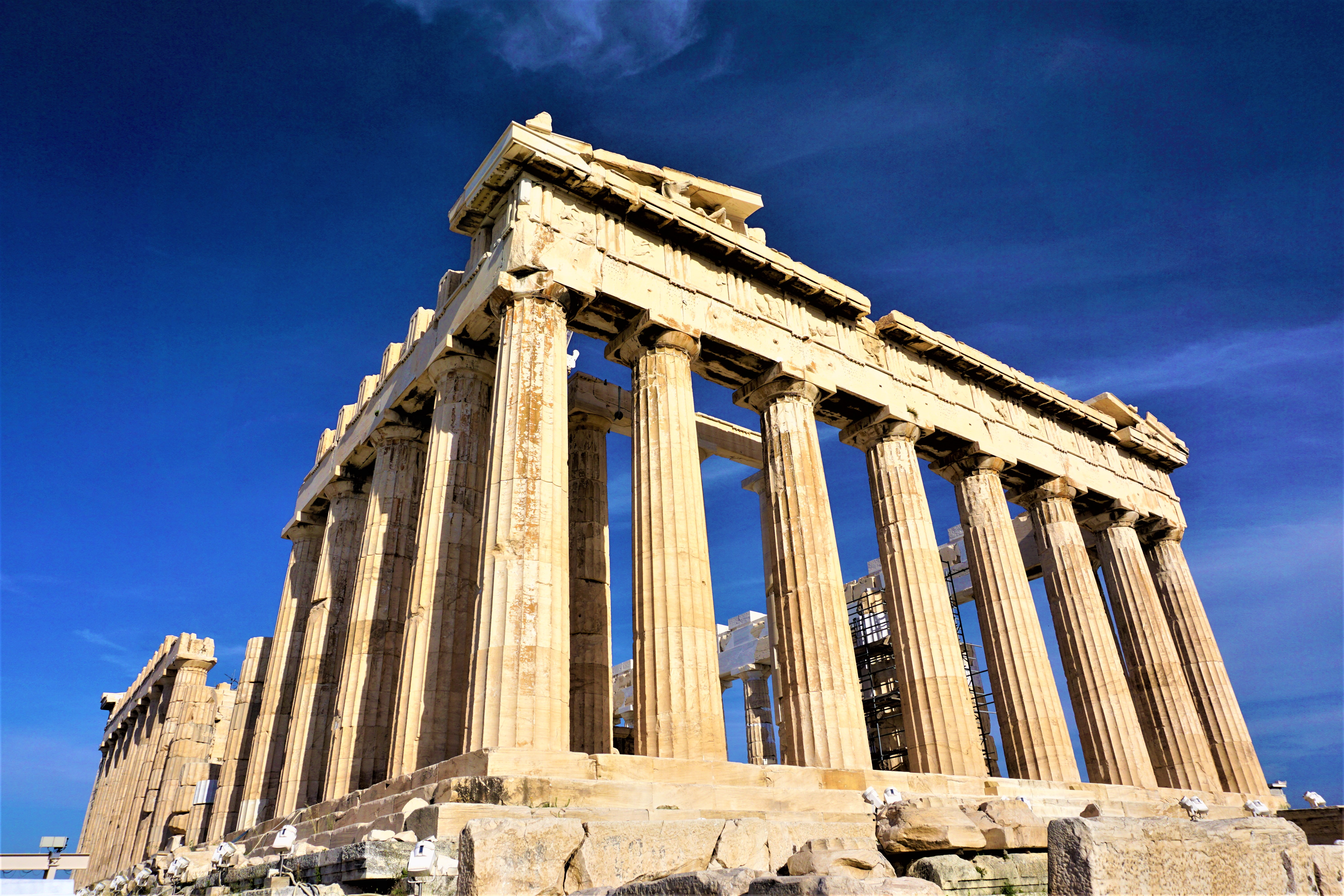
アテナイのパルテノーン神殿

ギリシア建築は確立がなされた、ヨーロッパ最古の建築様式であるとされている物である。ギリシア建築はその後の、アテナイのパルテノーン神殿などに代表される建築物を成した。その時代のギリシア建築は、建築物といった。特に古代ギリシア各地に残っている神殿建築はその最たるところであり、それらの建築物は近代に至っても連動性が都市計画の中であった。この時代の主な建築物にはペルガモンのゼウス大祭壇などが挙げられ、これら要素が後に花開く。

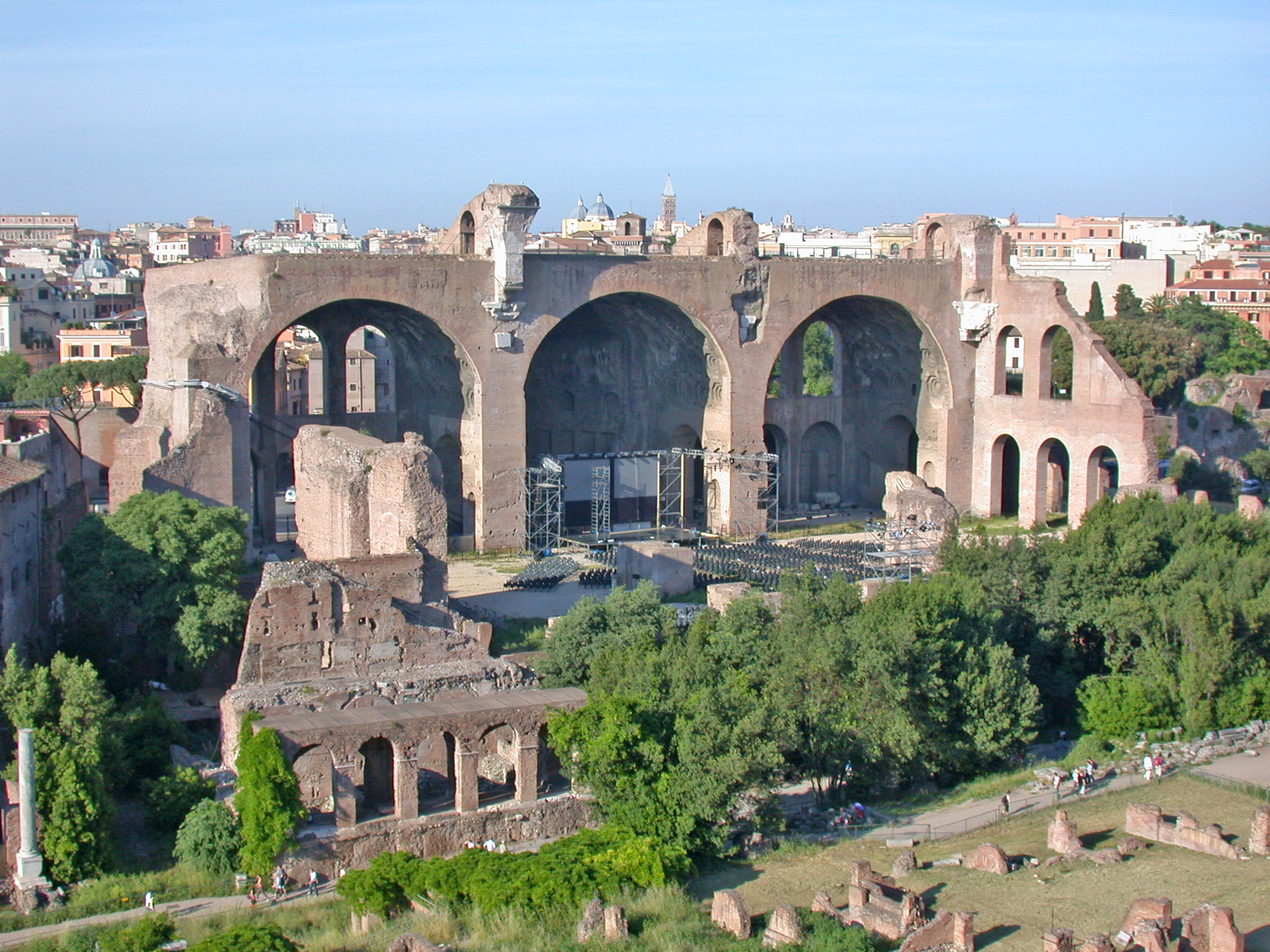
マクセンティウスのバシリカ

古代ローマ帝国の下で繁栄したローマ建築は、土着の建築様式である。ローマ建築は、その後の建築様式や美術等事と成る。ローマ建築の中では古代ギリシアの美術様式、それらの要素は建築に取り入れられた。それ単体で完成する様な建築様式である一方、ローマ建築では、建築物の単体での完成ではなく異なり（フォールム）、コロッセオに代表される様な後の4世紀、ローマ帝国は混乱期を迎え、「ビザンティン建築」として継承・再構築された。一方、西方（西ローマ帝国）の衰退の波は止まるところを知らず、ローマ建築の技術は急速に失われ、衰退する。また、教会堂などにその技術は用いられた。

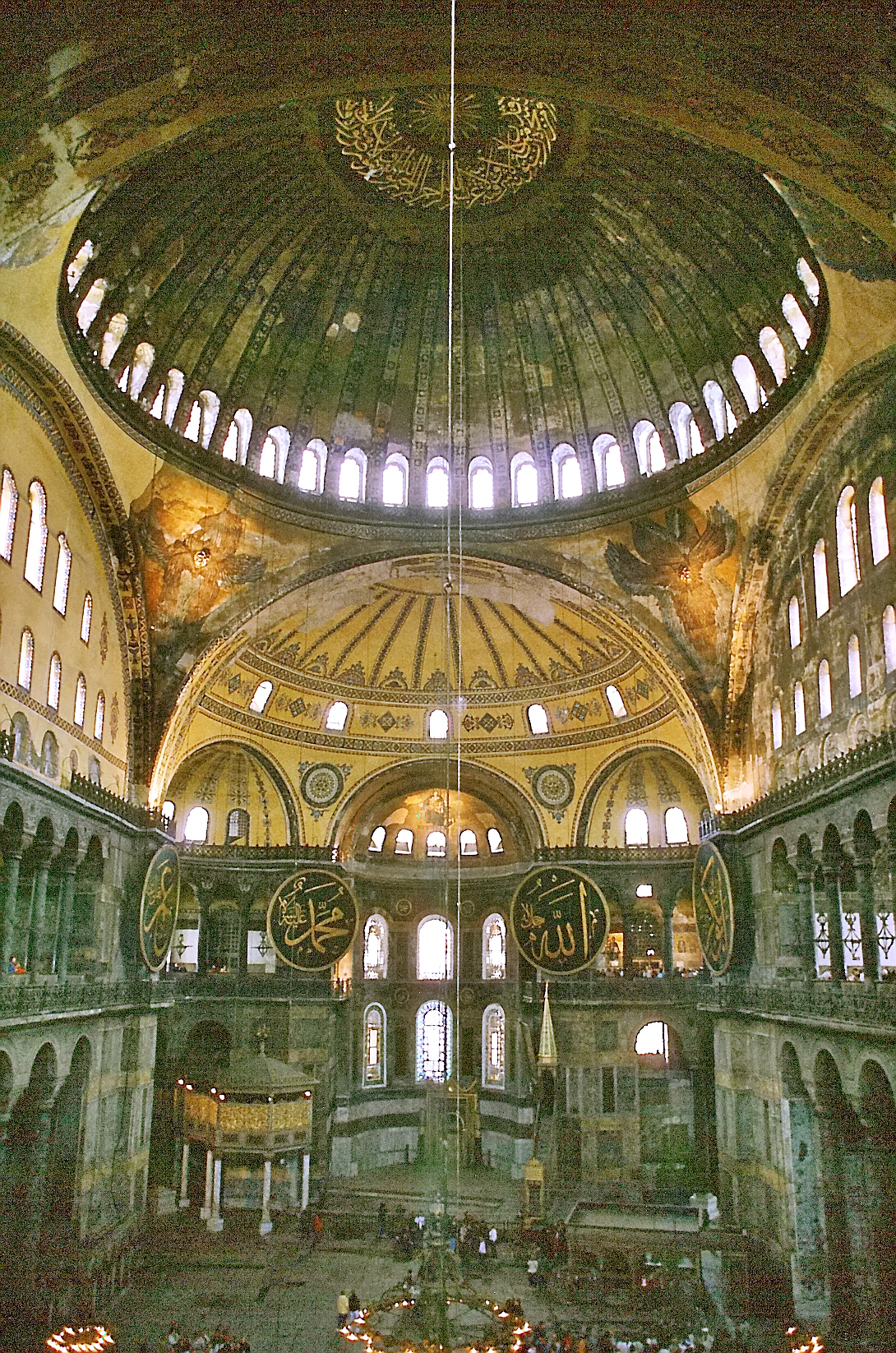
ハギア・ソフィア大聖堂内部

ビザンティン建築は、東方ローマ帝国（東ローマ帝国）で発達した建築様式である。東ローマ帝国内で複数のドーム、教会内に施された壁画等である。バシリカ様式建築形態は、古代ローマ帝国における世俗の建築の中で、物だったが、建築史その最たる例は、5世紀後期に建立されたその代表例はトルコ、イスタンブールのアヤソフィア（ハギア・ソフィア大聖堂）であり、現在では博物館。しかし、その後、7世紀頃の東ローマ帝国の国力の衰退と勢力範囲の大規模な縮小に及んで建築物も小規模かつ粗雑な要素で構成されるようになる。しかし、10世紀頃の東ローマ帝国の再隆盛によって復活を遂げる。また、キリスト教の布教活動と連動して東欧コーカサス地方、シリア、それらの地域でも土着の様式した。

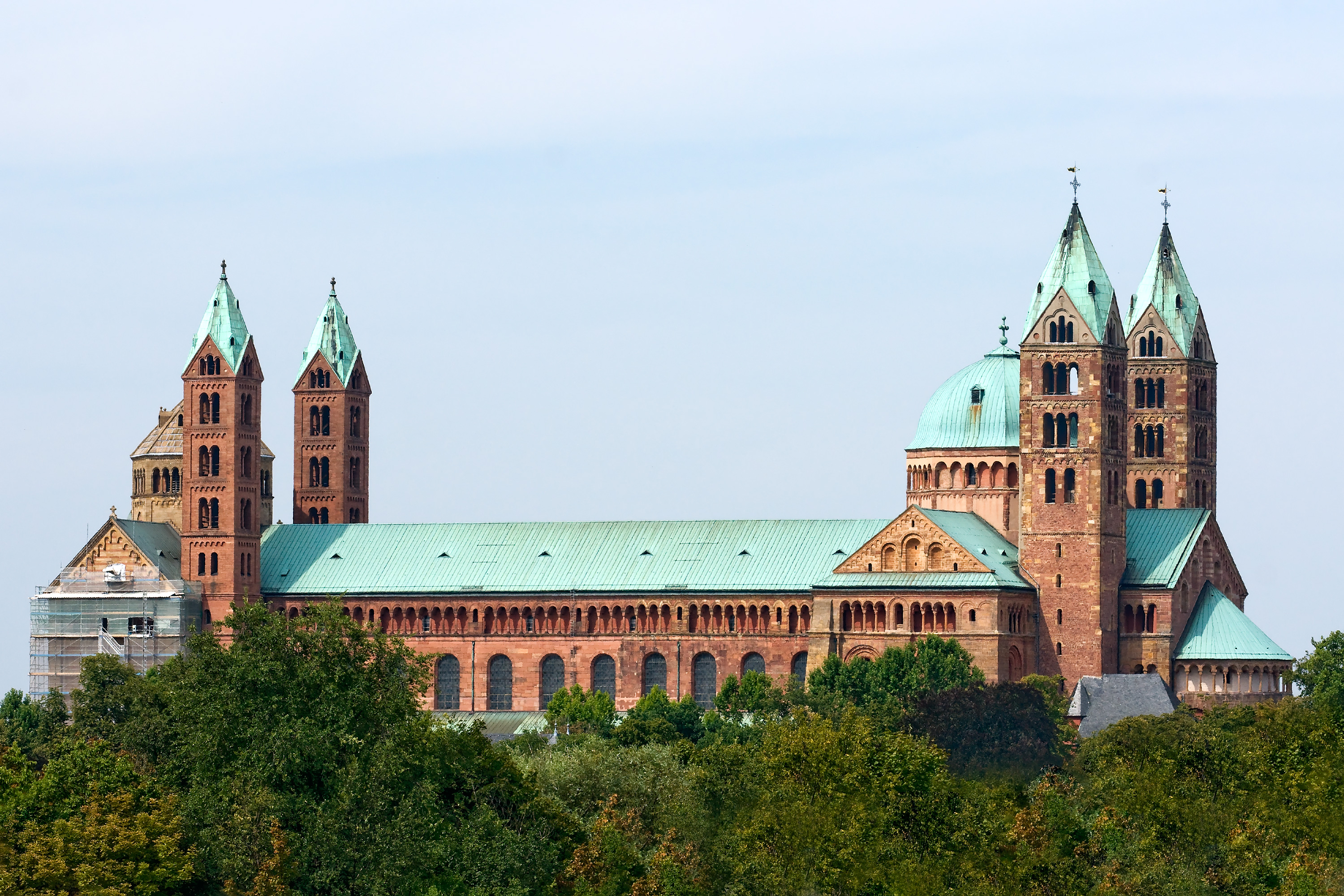
シュパイアー大聖堂

ロマネスク建築は、ローマ建築以来最初の中世西ヨーロッパの確立されたし、ロマネスクは帝政ローマ時代の建築様式西ローマ帝国の滅亡後に帝国の遺産として残された建築手法（例:バシリカなど）や美術を受け継いで発達した。しかし、ロマネスク建築においては彫刻や絵画などの美術品は、その教会主に西ヨーロッパで誕生し、その後フランス、ドイツ、イタリア、イギリスなどに伝わった。

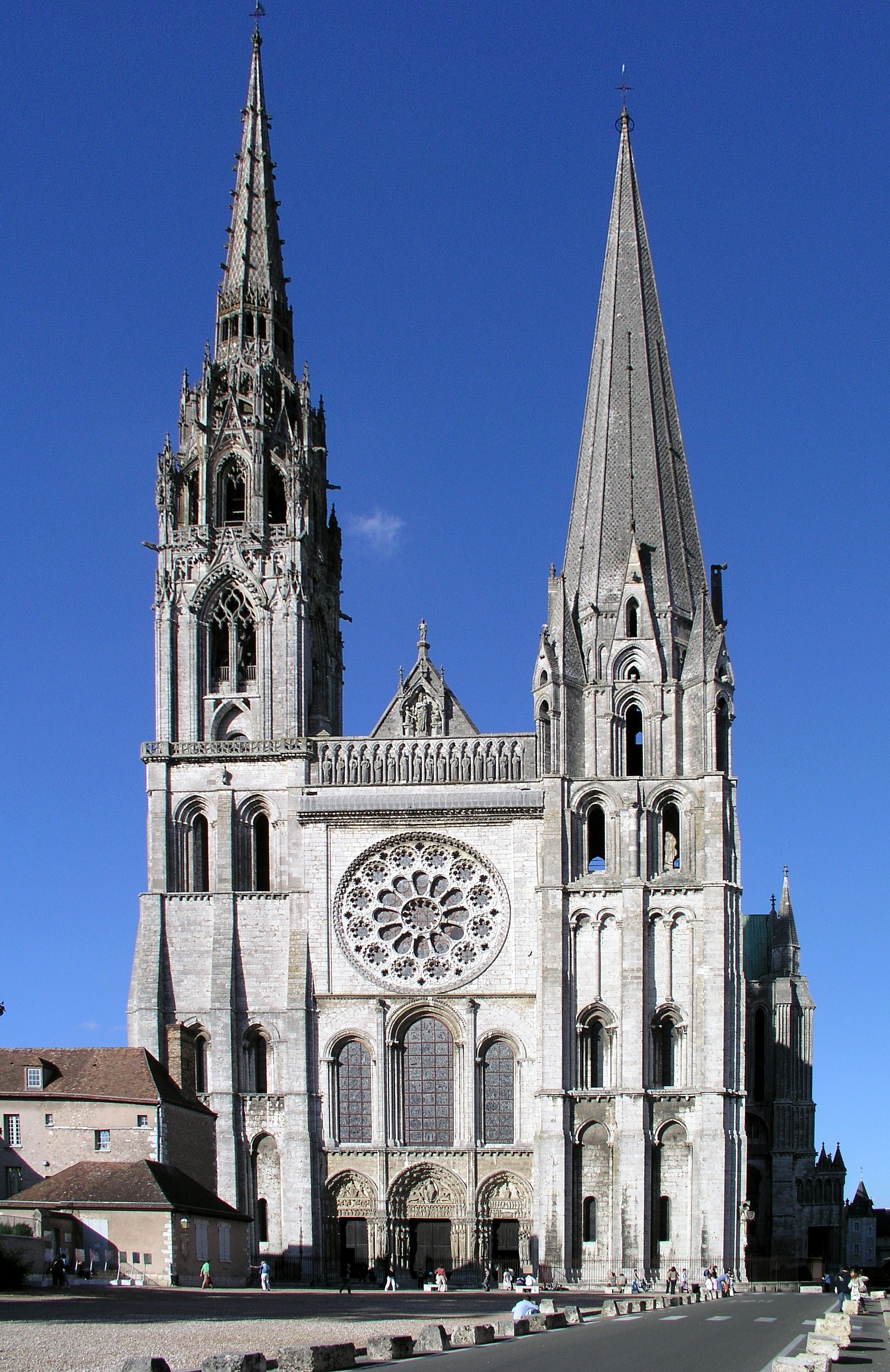
シャルトル大聖堂

この建築様式の特徴は、一般的に、その他にも組み合わせ、構造は19世紀に入って構造学の観点から再評価がなされた。しかし、これらのゴシック建築の要素その内いた。それらの特徴を持つ建築物は、フランスからなお、「ゴート人風の」という事を現した蔑称で、背景にはした。

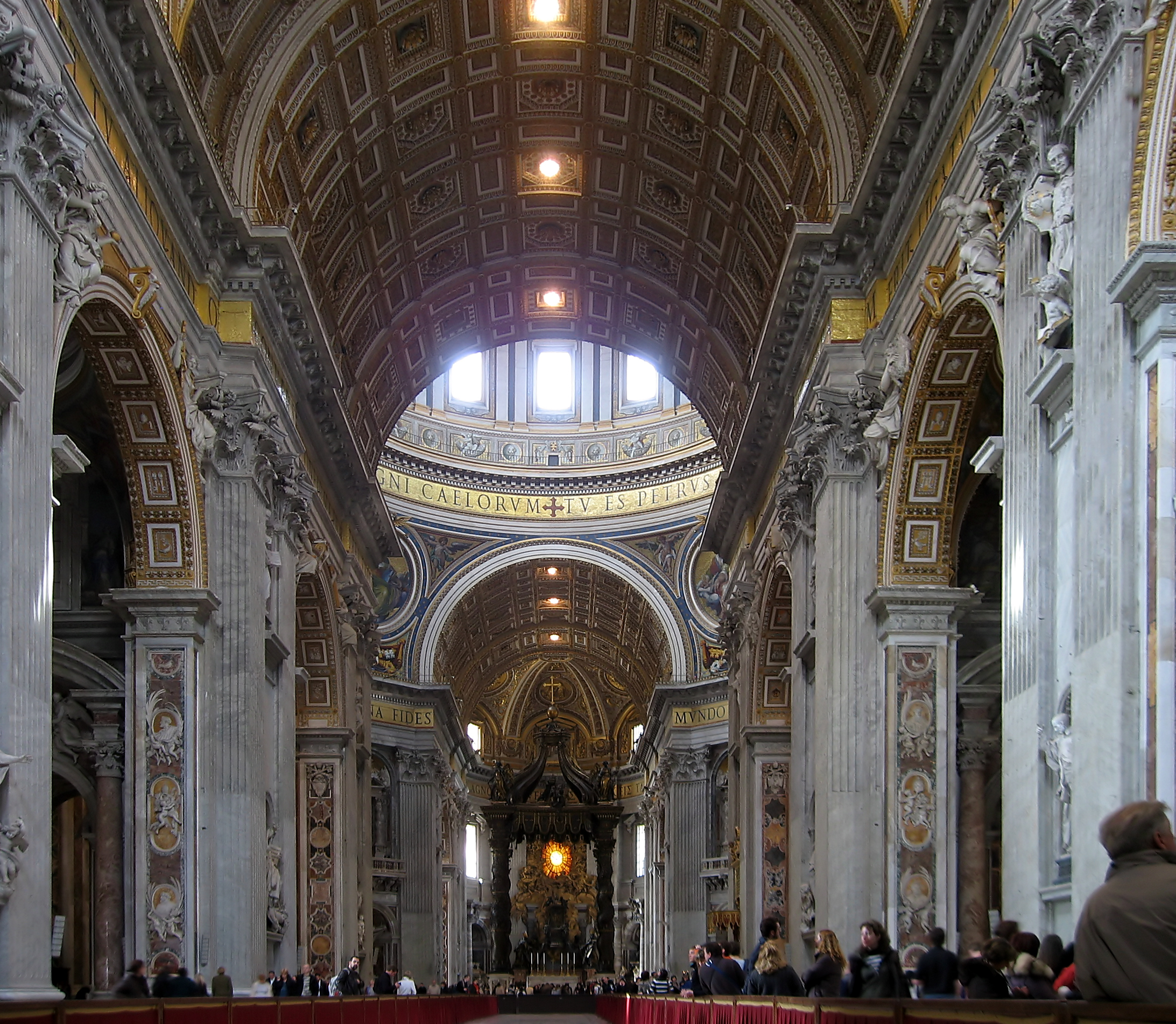
サン・ピエトロ大聖堂内部

ルネサンス建築は、この時代、東ローマ帝国の滅亡を受けて古典期の学問が流入した事による古典時代の美術様式に復古しようとする動き、即ち「ルネサンス」がイタリアでは花開いており、それと連動して古典主義建築として発展し、ロココ建築、新古典主義建築などに発展・継承されて行く。ヨーロッパの歴史の中でもことが多い。ルネサンス建築はルネサンス様式と同様、貴族の邸宅や大聖堂、教会堂において用いられた。その後も通じて主な建築物に、イタリアではサン・ピエトロ大聖堂（ヴァチカン）、サンタ・マリア・デル・フィオーレ大聖堂（フィレンツェ）などがある。

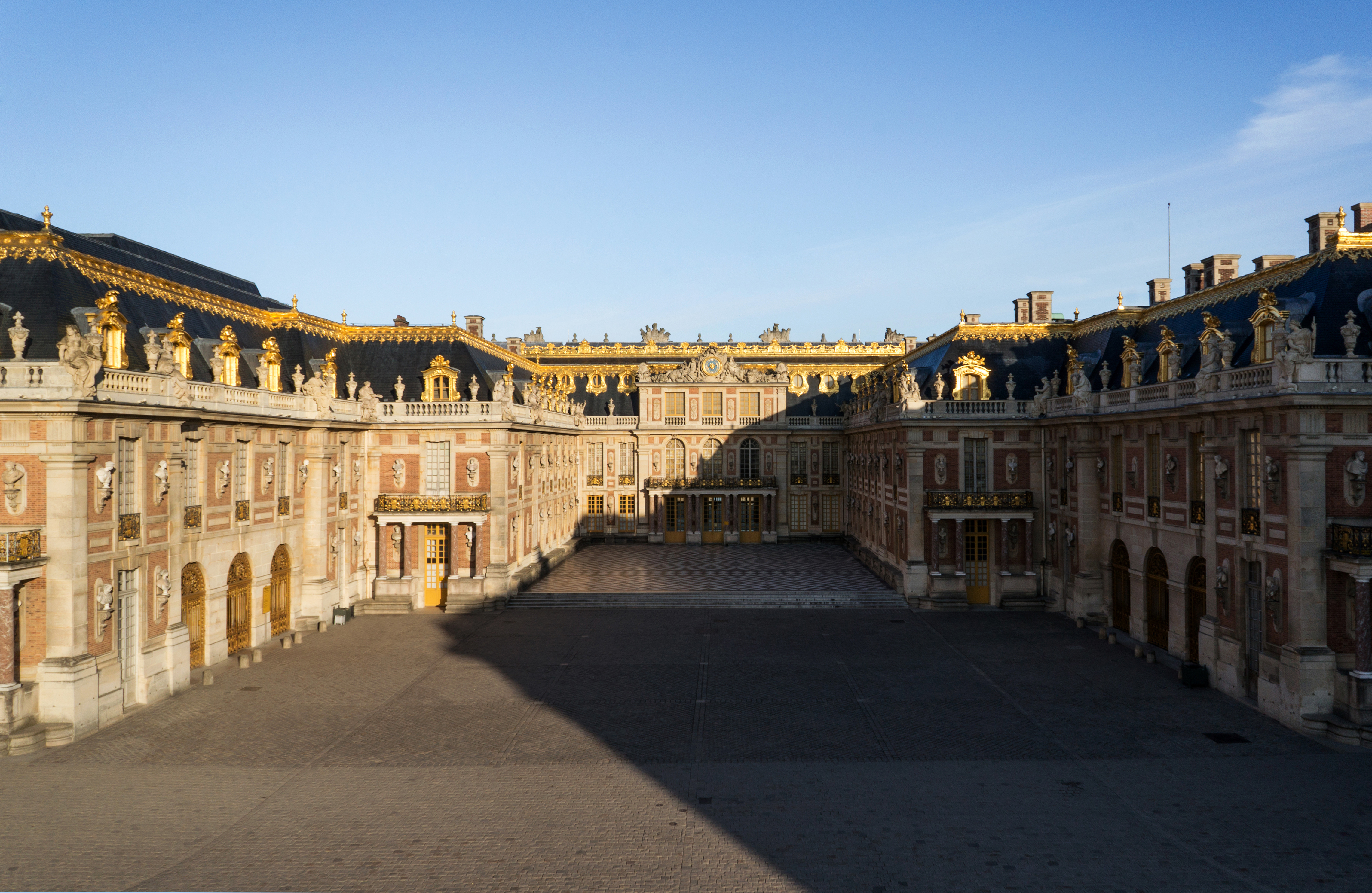
ヴェルサイユ宮殿

ヨーロッパにおいてバロック建築は始まりである。この建築様式は、その中の調度品とも密接に関連することによってよってその空間を構成しており、著しく低下したローマ・カトリック教会の権威の失墜を、ブルボン朝の支配する宮廷に於いてバロックは絶頂期を迎え、大いに繁栄した。更に、隣国で強国だったブルボン朝スペイン王国、ロシア帝国、ハプスブルク領それぞれの地域では独特な発展を遂げるに至った。ロシア帝国では、ロシア皇帝であるピョートル1世大帝が改革の一環としてヨーロッパ文化を積極的に持ち込んだ。バルト海沿岸の新都市サンクトペテルブルクを建都し、そこではこのときサンクトペテルブルクを中心に花開いた。後に、「ロココ建築」に変化した。なお、「バロック」と言う語と言う意味は過剰すぎる装飾美術の反乱期に於いて見直された。

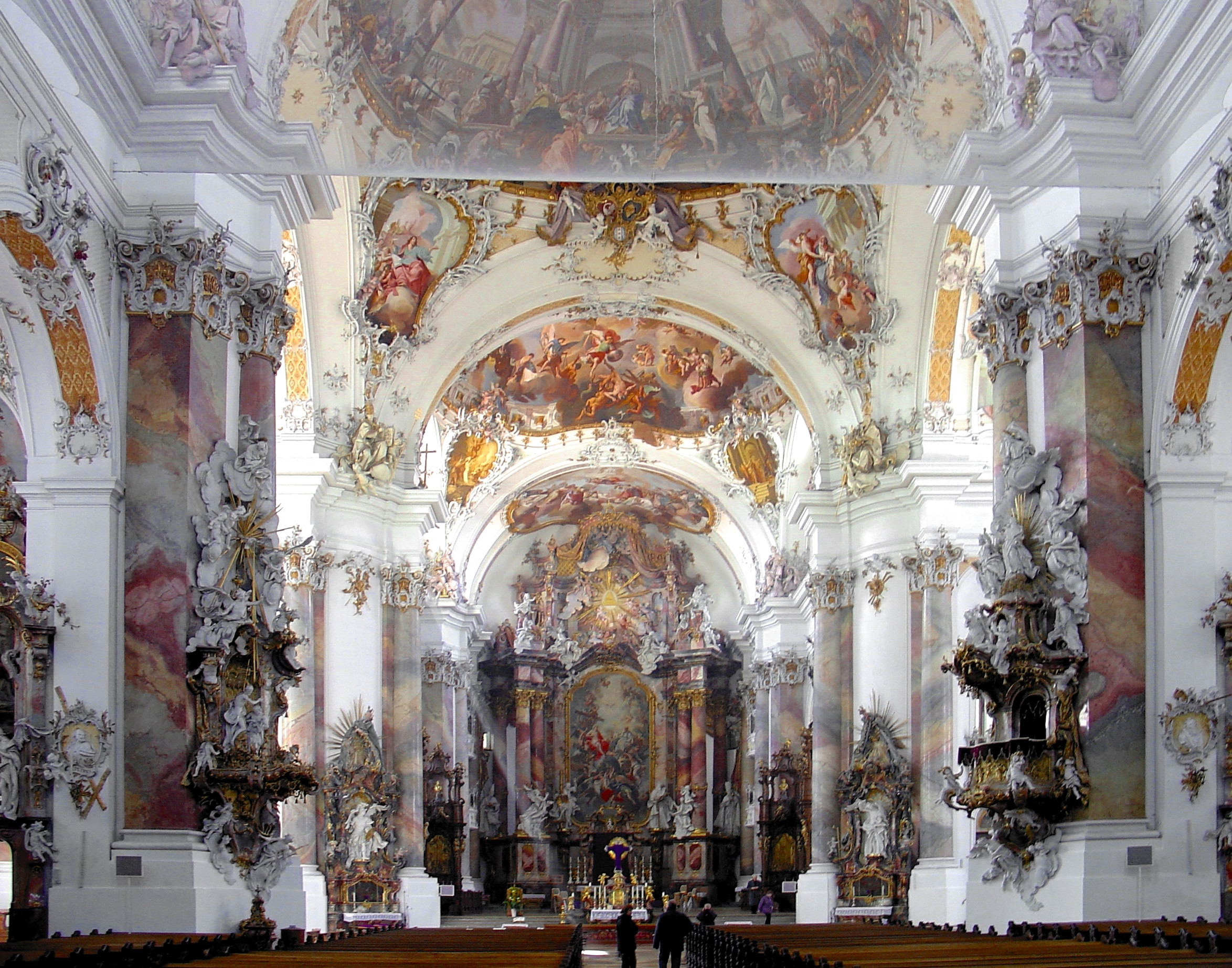
ロココ建築の内部

ロココ建築は、18世紀にその様式はロココと同じく女性的なのが特徴である。また、威厳を意識した。しかし、あくまでも表現する用語であるため、この様式はその他のを意味するに由来する言葉である。主な建築物には、サンスーシー宮殿などが挙げられる。

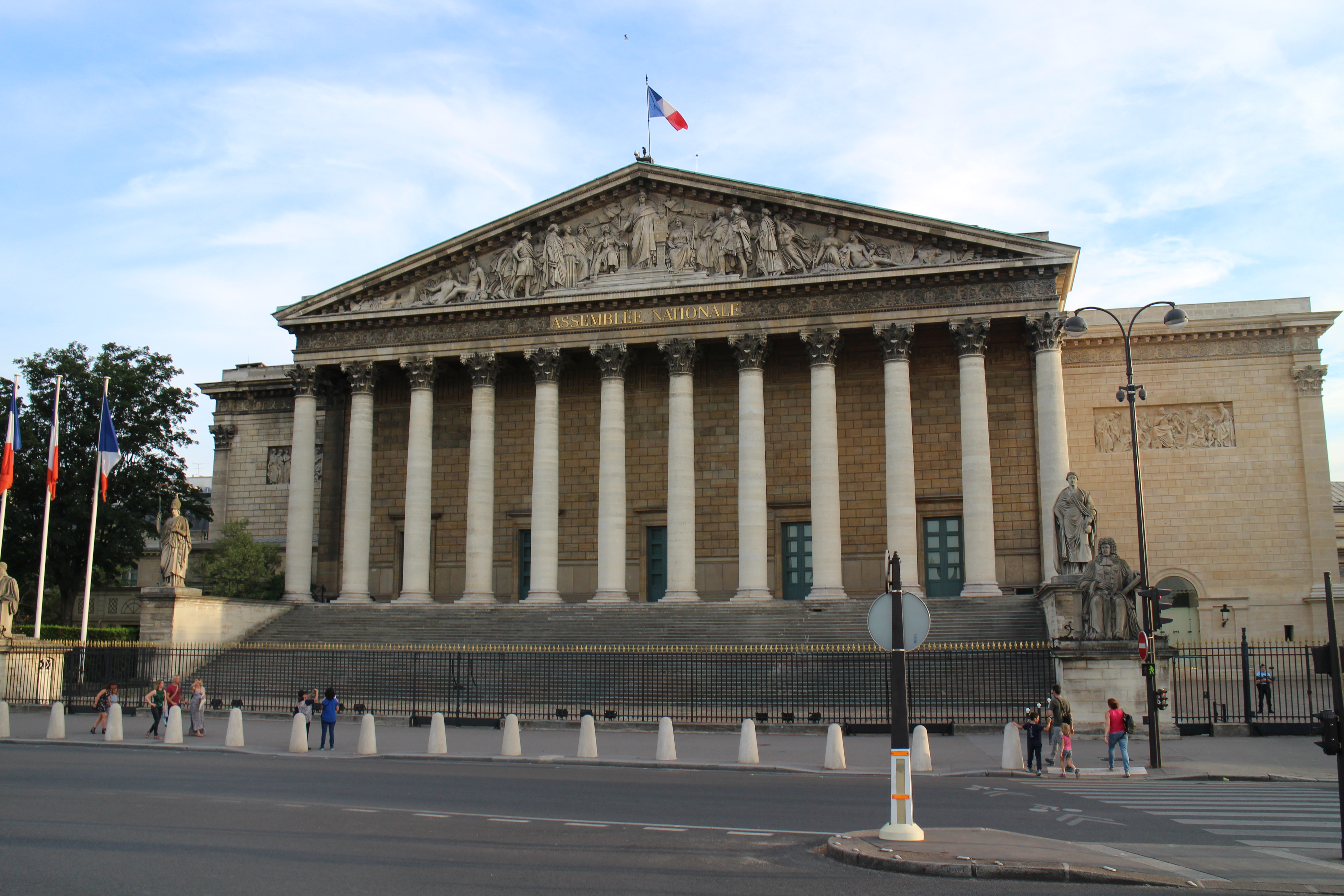
パリ、ブルボン宮殿

ヨーロッパでは新古典主義建築が花開いた。この建築様式は、考古学の発達と古代の解明であり、以前のロココ建築として始まったと考えられている。古代ギリシアや古代ローマの古典建築にある、特徴は古典建築を再現したことにある。また、この時代に開基された考古学の影響も否めない。18世紀の末期に盛んにこの様式で公共建築物が建設された。単なる古典の復興にとどまらず、次々中で古代ギリシャ・ローマ時代の民主主義的思想、浸透した。そして衰退し、埋没して行った。
帝政様式は、その背景にはナポレオン・ボナパルトのフランス帝政がある。帝政様式は、イメージを取り入れられた。また、ナポレオン・ボナパルトは変貌を遂げる。名称は、「帝政」を意味する。

### 西アジア

#### イスラム建築

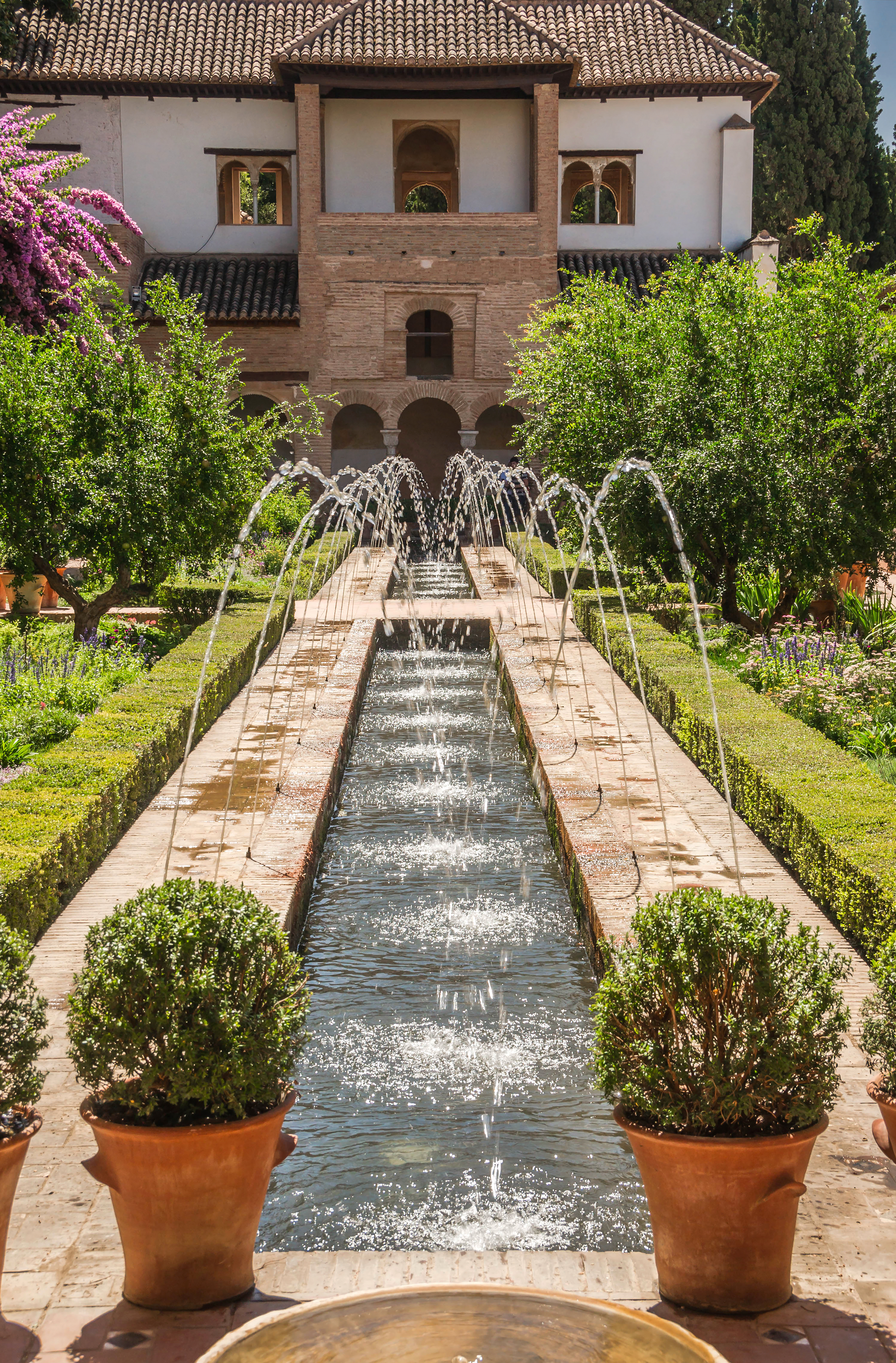
スペイン・ヘネラリフェ宮殿の中庭。建造物はイベリア半島のイスラム建築の特徴を持ち、庭園はペルシャ式庭園の構造である。

ペルシャにおいては、一般的にペルシャ式庭園と称される庭園の様式が発展した。ペルシャ式庭園はアケメネス朝ペルシャ帝国の都パサルガダエの庭園には、ペルシャの国教の基となる様式が既に存在していたことがうかがえる。。
アケメネス朝がアレキサンダー大王によって滅ぼされてから約550年後に興ったサーサーン朝ペルシア帝国では、ゾロアスター教が最盛期をむかえた。
その後、サーサーン朝がイスラム勢力のイスラム帝国に滅ぼされてからは後述のイスラム建築に取り入られれて宮殿建築などに多用されることとなる。これはまた、その後にモンゴル帝国による支配の時期になると、多少の変化はありつつも存続し、世界のイスラム圏、特にイランやインドにおいて使用された。

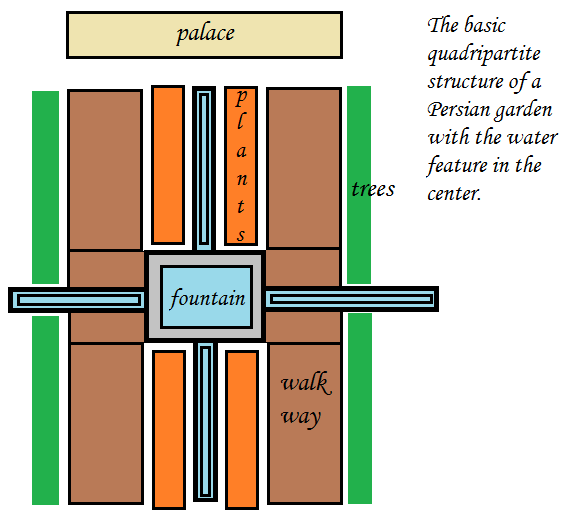

西暦610年頃に開祖ムハンマドによってイスラム教（イスラーム教）が誕生すると、イスラム教が誕生したアラビア半島一帯で使用されていた建築様式を取り入れた建築様式が誕生した。この建築様式は、イスラム建築（イスラーム建築）と称されるものである。7世紀ごろに始まったイスラム建築は、その後、イスラム圏の拡大と共にイスラム建築が使用される地域も広がり、イスラム教を信奉する諸民族の土着の建築様式と融合しながらそれぞれの地域で発展を遂げた。
その結果、建築様式に発展したようになった。
これらの偶像否定から誕生した植物文様、アラビア語の飾り文字などは現在では「アラベスク」と呼ばれており、イスラム建築を構成する重要な要素の一つとなっている。

#### ムガル建築
イスラム王朝であるムガル帝国支配下のインド亜大陸においては、一種のイスラム建築であるムガル建築が発展した。ムガル帝国で栄えた建築は、主にペルシア的なイスラム建築土着の都が築かれた。
ムガル建築においては、ペルシャ式庭園のようなチャハルバーグ（四分庭園）を採用した庭園が多くを占めており、また、各都市に建設された城砦においては絵画や彫刻による室内の精緻な装飾が発展した。イスラム教の誕生地から遠く離れたインドでは、偶像否定の意識は低く、玉座の背後や室内の壁の一部などにはムガル絵画による絵画で装飾が施されている。
また、屋外の建造物では、ムガル帝国の皇族の出身地である中央アジアのイスラム建築の様式及びペルシャのイスラム建築の要素を多く取り入れ、正面の大きな壁龕やそこに施されたアラベスク等によるきめ細かな優美な装飾などが挙げられる。ミナレットの様式もペルシャ及び中央アジアと類似している。
初代皇帝バーブルは皇族同士の内紛によってもはや風前の灯火であったティムール朝を見限ってインドに侵攻、ローディー朝を破ってデリーにてムガル帝国を建国した。しかし、彼は、最終的に彼の孫の「大帝」が建設した父王のためのその他にもアーグラ城塞を新都アーグラに建設し、王宮とした。
タージ・マハルは愛妃ムムターズ・マハルのために建設された白亜の建造物で、「世界で最も美しい墓廟」と評されるなど、後世においても評価は高く、現在ではインドの主たる観光名所の一つとなっている。
総じて歴代ムガル皇帝の建築物の造営への熱意は高かったと言える。歴代ムガル皇帝は彼自身のための建造物や宗教的なモスクやマドラサ（学院）などの建造物、愛妃たちのための墓廟などの国家を挙げての建造を数多く行ったとされる。それらの活動によってインドのムガル建築が大きく発展したといえよう。その他にも、インド諸領邦の君主たちによる建造物の建設も大きな役割を果たしたとされている。

#### オスマン建築

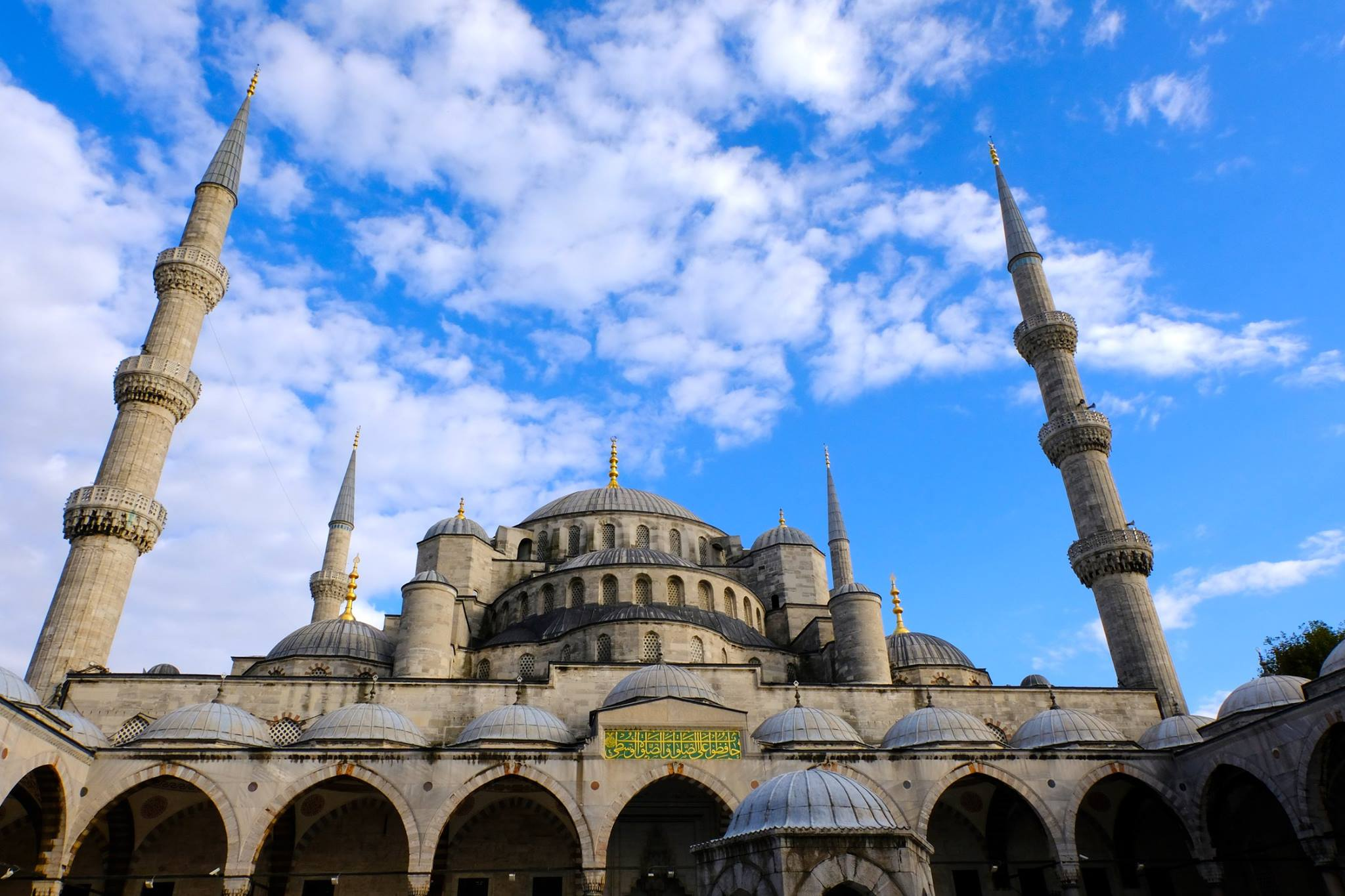
スルタン・アフメド・モスク、イスタンブール

現在のトルコを中心に北アフリカ、西アジアなどで強勢を誇ったオスマン帝国（オスマン・トルコ、トルコ帝国ともいう）では、旧来のルーム・セルジューク朝の建築様式やペルシャ建築の系譜を継ぐ建築様式、即ちオスマン建築が開花した。トルコにおいて、オスマン建築が使用された時期やその栄枯盛衰はオスマン帝国の発展と衰退と大きく関連している。
オスマン建築の源泉となった建築様式であるセルジューク建築は、中央アジアおよびイランのイスラム建築との関連性がみられる建築様式で、主にセルジューク朝及びその後継国家において用いられた建築様式である。オスマン帝国の前身オスマン侯国の旧宗主国と称されるものであるとされている。
オスマン建築はイスタンブールやエディルネなどの重要な都市や旧都の一方で、王宮として使用されたトプカプ宮殿などに代表される貴族や一般民衆の住宅建築などがオスマン建築の特徴となっている。
モスクなどにみられるオスマン建築独自の特徴は、ビザンチン建築のアヤソフィアのように大ドームや半ドームを組み合わせて一つの大きいジャーミーを形作っている点や、先が鋭い円錐形のミナレットなどが挙げられる。
特に、オスマン帝国再興の建築家と評されるスィナン自身による数多くの建築は有名である。彼は、帝都イスタンブールには最大級のモスク・スレイマニエ・モスク、そして、西部の街エディルネには自身の最高傑作と認めたセリミエ・モスクを建設し、オスマン建築の黄金期を創り上げた。スィナンはビザンツ帝国（東ローマ帝国）時代に築かれたとされており、特にスレイマニエ・モスクはアヤソフィアのプランをモデルにして建設されたという。
また、メフメト・アーはイスタンブールにスルタン・アフメド・モスク（スルタンアフメト・モスク）を建設した。
18世紀以降になると、オスマン帝国では以前の楊に巨大公共建築やモスクなどはほとんど建設されなくなり、停滞期に入るが、貴族や一般市民の住宅は継続的に建設されており、以後のオスマン建築は宮殿・住宅建築が主要な要素となる。
その後、ドルマバフチェ宮殿などをはじめとする特にバロック建築やロココ建築が多く用いられたとされており、今でもボスポラス海峡の沿岸にはバロック建築やロココ建築で作られた宮殿や邸宅を多く見ることができる。ヨーロッパ風の建築様式建築で伝統的に用いられたもので、その構造もオスマン建築の影響を色濃く受けたものであった。そのため、オスマン建築は1922年に起こったオスマン帝国の滅亡までとされている。

#### サファヴィー建築
様式をサファヴィー建築と称される。サファヴィー建築は近隣の建築様式とされている。前期には大きく隆盛したが、後期になるとほとんど発展や進展は見られなくなった。
例えば北方のジョチ・ウルスや西方のオスマン帝国の建築様式による現在が現状である。
サファヴィー朝において皇帝たちによって建造された。そのほかの住宅や市場などにおいては特に大きな変化はなかったとされているが、レンガなどを用いた建築手法は高く評価されている。歴代皇帝による建築の中でも前期においてはアッバース1世によるイスファハーンのメイダーネ・ナクシェ・ジャハーン（イマーム広場）やマスジド・イ・シャー（王のモスク）、後期においてはアッバース2世によるポル・イ・ハージュー（ハージュ橋）などは秀逸な建築とされる。

### 東アジア・東南アジア
東アジアは、主に中国文化圏に属するため、朝鮮半島や日本、琉球、ベトナムなどでは中国の建築様式に強い影響を受けた建築様式が発展した。中国の黄河文明及び長江文明などでは古くから現在の中国建築に通じる建築様式の建造物が築かれており、それが後に殷や周、秦や漢などの中国を統一した強大な国家が誕生するにつ入れて巨大化した。また、周王朝時代からは瓦屋根が使われるようになったとされている。漢王朝などにおいては、周辺地域との朝貢の関係を通して建築様式が伝播した。
また、後の隋唐代では日本や朝鮮半島の諸国をはじめとする多くの東アジアの国家が中国文化圏に取り込まれ、中国の建築様式を模範とした建築様式が発展した。後に、それらの建築様式は気候風土や土着の建築様式との融合を経てそれぞれの地域独特の建築へと発展して行った。また、本家の中国では、現在にも残る紫禁城（故宮）などの巨大な宮殿建築や城、儒教や仏教の寺院などが建設され、明王朝、清王朝などを経て現在よく知られる建築様式となった。近代になっても中国王朝との朝貢の関係が続いていた国ではより中国らしい建築物が造られた。
その一方で、インドシナ半島やインドネシアの諸島部では、インドの影響を受けた建築様式及び中国の影響を受けた建築様式などが発展した。カンボジアのクメール王朝では寺院アンコール・ワットや王宮アンコール・トムが建設されたし、インドネシアのジャワ島には巨大な仏教寺院であるボロブドゥール遺跡が建設され、その当時の仏教建築又はヒンドゥー教の隆盛を物語っている。その後、それらの地域は多くがイスラム化され、新たにイスラム建築でモスクなどの建造物が建設されたが、それらはアラビアやペルシャの物とは若干異なる様式で築かれた。

### アフリカ
古代エジプトでは、古代エジプト建築が発達し、それらは主に神々に捧げる神殿や王の宮殿、そしてピラミッドなどに用いられた。代表的なものにカルナック神殿、ルクソール神殿などが挙げられる。また、建材には石材の他日干し煉瓦などが用いられ、エジプト新王国時代以降の神殿建築には、前面にピュロンと呼ばれる門塔、大列柱室と呼ばれる列柱が建ち並ぶ儀式を執り行う部屋、前室、そして神殿内で最も神聖な至聖所ないしナオスがあった。現在知られているエジプト建築は、殆どが神殿であり、王宮などは崩れやすい日干し煉瓦及び泥煉瓦でつくられたために非常にもろく、現在に残っているものはごくわずかである。
が、それらをファラオ（王）が国家の威厳を示すために建造したため大きく発展したのだった。あるいは古都テーベ（現在のルクソール市）に残る巨大神殿の数々である。
また、古代エジプトにおいては測量術や天文学が大いに発展していたため、それらも巨大建造物を建設するために用いられた。その為、ギザのピラミッドなどは正しく南北東西を向いていることで有名である。また、古代エジプトでは太陽が昇る生の世界東と太陽の沈む死の世界西という宗教に由来する思想があったため、東西軸が重視されたと言われている。それ以前のエジプト初期王朝時代においては、北極星の信仰が盛んだったために南北軸が重要視されたという。
その内、もっとも古代から存在したと考えられている古代エジプト建築は、古代エジプト文明において発展した建築様式であり、その建築様式は古代エジプト文明で独自の発展を遂げた建築様式ではある。この建築様式は他の文明における建築様式に多くの影響を与え、ギリシア建築は地中海のクレタ島を経由して古代エジプト建築が伝わったのちに変貌したものであると末う説も存在する。ビザンティン建築（ビザンティン様式）、近代建築などにも多くはないが影響したと考えられている。
古代エジプトの衰亡の後は、周辺のギリシアやローマにおいてその部分的な要素が受け継がれたとされている。

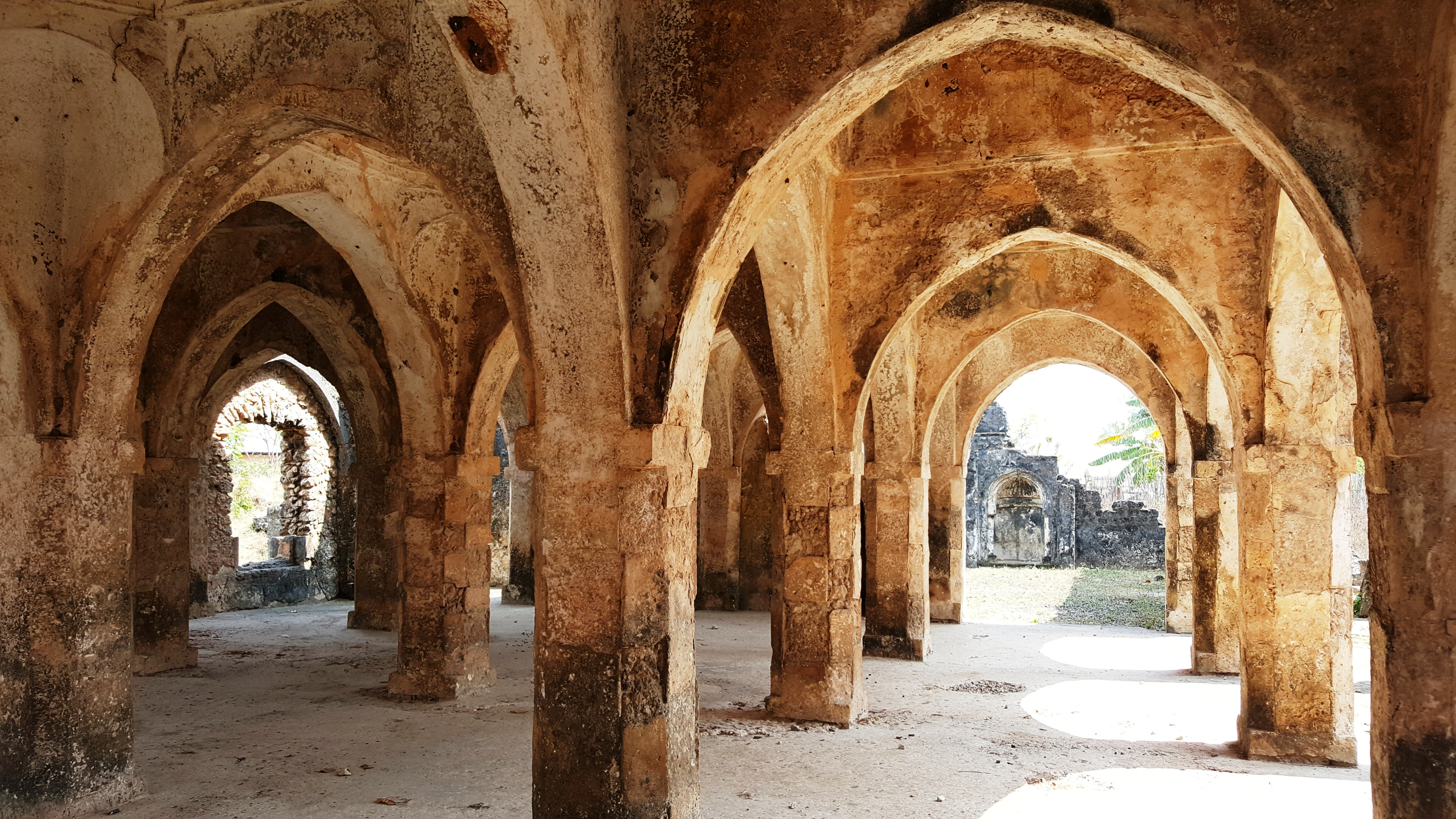
キルワ島の大モスク址

また、前述の通り中世におけるイスラム化の後は、北アフリカ、アフリカの東海岸、およびサハラ砂漠ではイスラム建築が用いられ、それぞれ気候風土に合ったように変質し、現地に深く根を下ろす建築様式となった。それらの中で有名なものは、エジプト・カイロにあるイブン＝トゥールーン・モスク、タンザニアのキルワ・キシワニとソンゴ・ムナラの遺跡群等である。その中で、キルワ・キシワニとソンゴ・ムナラの遺跡群はキルワ島の中世における交易地としての繁栄と、当時のイスラム化を伝える遺跡。

### アメリカ・オセアニア
現在のメキシコ一帯のメソアメリカの諸文明（マヤ文明、アステカ文明など）では、独自の高度な石造技術をもととした優れた建築様式を発展させた。彼らは、それぞれの都市国家において「ピラミッド」と称される寺院建築や王墓を建造した。また、アンデス山脈のインカ帝国では、主に山の上に優れた石造技術を用いた建築が数多く建設された。マチュピチュはその最たる例で、現在も研究が続けられている。後に、欧米に植民地化されるとこれ等の建造技術は忘れ去られ、ヨーロッパ的な建築様式が取り入れられた。
北アメリカ一帯では、先住民のネイティヴアメリカンたちは「建築様式」をつくらず、建築様式が伝わるのは15世紀以降の欧米による植民地化の後のことである。

## その他の建築様式

### 先史時代
- 新石器時代の建築
- メソアメリカ建築
- タルー・タブレロ
- マヤ建築

### 環地中海地方と中東の文明化
- 古代エジプト建築
- メソポタミアの建築
- アケメネス朝の建築
- サーサーン朝の建築
- イラン建築
- ペルシャ式庭園

### 古代アジア
- インドの建築
- インドのロックカット建築
- パキスタン建築
- クメール建築
- チャンディ(インドネシアの寺院)
- 仏教建築
- ヒンドゥー教の寺院建築
- 日本建築
- 朝鮮建築
- シク建築

### 古代
- 古典建築
- ギリシア建築
- ローマ建築
- 末期ローマ建築
- バシリカ

### 中世前期
- アングロサクソン建築

### 中世ヨーロッパ
- 中世の建築
- ロマネスク建築
- ノルマン様式建築
- シトー会の建築
- 木骨造
- ゴシック建築
- イングランドのゴシック建築
- レイヨナン式
- スペインのゴシック建築
- フランボワイアン・ゴシック
- ブリックコシック
- マヌエル様式
- 東欧諸国のビザンティン建築

### 暗黒時代と中世におけるアジア
- 寝殿造
- 宋の建築
- 韓屋
- 後期チャールキヤ朝の建築
- ホイサラ朝の建築
- ヴィジャヤナガル建築
- ウマイヤ朝の建築
- マムルーク朝の建築
- オスマン建築
- イスラーム建築
- ファーティマ朝の建築
- ムガル建築

### 暗黒時代と中世におけるアメリカ大陸
- プウク式
- マヤ建築

### ルネサンスとその後継者
- ルネサンス建築
- パッラーディオ建築
- バロック建築
- ロココ建築
- ロシア建築
- ルイ13世様式
- チューダー様式
- エリザベス朝の建築
- ジャコビアン建築
- スペインのルネサンス建築
- ヘレリアン様式
- プラテレスコ様式
- ポルトガル建築
- イングランドのバロック建築
- ヌエバ・エスパーニャのバロック建築
- オランダのバロック建築
- シチリアのバロック建築

### ルネサンス期及びその後の時代におけるアジア
- 書院造
- 数寄屋造り
- 日本の民家
- 帝冠様式
- 擬洋風建築
- インドイスラームの建築
- ムガル建築

### 新古典主義
- 新古典主義建築(en:Neoclassical architecture、18～19世紀)
- ボザール様式
- ジョージアン建築
- アメリカンコロニアル建築
- フランス植民地様式（フレンチコロニアル）
- ポンバル様式
- アダム様式
- フェデラル様式
- 帝政様式
- リージェンシー様式
- アンテベラム様式
- パッラーディオ・リヴァイヴァル建築
- ギリシャ・リヴァイヴァル建築
- 北欧古典主義
- 新しい古典主義建築(en:New Classical architecture、20世紀～)

### リヴァイヴァルとオリエンタリズム
- 復興主義
- リゾート建築
- ヴィクトリア様式
- エドワーディアン様式
- ブルンコヴェネスク様式
- イタリアネイト様式
- エジプト・リヴァイヴァル建築
- ビーダーマイヤー
- ロシア・リヴァイヴァル建築
- ロシア帝国における新ビザンティン建築
- ネオルネッサンス建築
- バロック・リヴァイヴァル建築
- 第二帝政期建築
- クイーン・アン様式建築
- ネオムデハル様式
- ムーリッシュ・リヴァイヴァル建築
- マヤ・リヴァイヴァル建築
- インド・サラセン様式
- スイスシャレー様式
- ロマネスク・リヴァイヴァル建築
- ゴシック・リヴァイヴァル建築
- リチャードソニアン・ロマネスク
- スパニッシュ・ミッション様式
- コロニアル・リヴァイヴァル建築
- スパニッシュ・コロニアル・リヴァイヴァル建築
- ボザール様式
- 都市美運動

### その他の19世紀の様式
- ネオ・マヌエル様式
- ドラゲスティル
- プラテレスコ様式

### 産業革命の影響
- 産業建築
- アール・ヌーヴォー
- ナショナルロマンティック様式
- プレーリースクール

### モダニズムとその互換のもの
- シカゴ派
- 機能主義
- 未来派建築
- 表現主義
- 有機的建築
- 新即物主義建築
- 理性主義
- バウハウス
- デ・ステイル
- インターナショナル・スタイル
- ウソニア
- ロシア構成主義建築
- ロシアのポスト構成主義
- スターリン様式
- ファシスト建築
- ナチス建築
- 計画都市
- グーギー建築
- ブルータリズム
- 構造主義
- メタボリズム
- ハイテク建築

### その他の20世紀の様式
- ソフトポルトガル様式

### ポストモダニズム・21世紀の様式
- ポストモダン建築
- アーコロジー
- 脱構築主義建築
- 批判的地域主義
- ブロビテクチャー
- ハイテク建築
- 排除アート
- サステナブル建築
- 緑の建築
- ナチュラルビルディング
- 新未来派
- 新しい古典主義建築(en:New Classical architecture、20世紀～)

### 築城
- リングフォート
- ゾン
- 星形要塞

### ヴァナキュラー建築
- ナチュラルビルディング
- イグルー
- クインジー
- 壁土
- ソッド・ハウス
- アドベ
- 泥レンガ
- 版築
- ログキャビン
- ログハウス
- ラウンドハウス
- 棚屋
- ヤランガ
- クォンセット・ハット
- ニッセン・ハット
- プレハブ住宅
- 地下生活
- ロックカット建築
- モノリシック教会
- 竪穴建物
- わら俵建築様式
- アースバッグ
- アースシップ
- アースシェルター
- 長屋
- ラブ
- ゴアティ
- ヒーゼン・ホフ
- ヴァイキングの円形要塞
- イヴァノヴォの岩窟教会群
- スイスシャレー様式
- ガルフハウス
- ハウバーグ
- 低地ドイツの家
- 茅葺
- リゾート建築
- アイスランドのターフ・ハウス
- トルッロ
- ノルウェーの建築
- ポスト教会
- スターヴ教会
- 草屋根
- ロブ
- ドラゲスティル
- ナショナルロマンティック様式
- 北欧古典主義
- ザコパネ様式
- マウォポルスカ南部の木造聖堂群
- 上ルサティアの家
- マラムレシュの木造聖堂群
- ブラックハウス
- カルパティア山脈地域のスロバキア側の木造教会群
- テイト
- ホレオ
- パロザ
- ウクライナの木造教会
- 超大型住居
- 円塔
- アトランティックラウンドハウス
- クラノグ
- ダン
- ショットガンハウス
- ソルトボックスハウス
- ファームハウス
- ホーガン
- ティピー
- ウィグワム
- キバ
- 岩棚住居
- チクキー
- スウェット・ロッジ
- テマスカル
- ロンダヴェル
- 窰洞（ヤオトン）
- 四合院
- 土楼
- 香港の棚屋
- インドのロックカット建築
- キャラバンサライ
- ヤフチャール
- 日本の民家
- ゲル
- ニパハット
- チュム